# Bora nemoralis
Bora nemoralis är en insektsart som beskrevs av Christiane Amédégnato och Marius Descamps 1979. Bora nemoralis ingår i släktet Bora och familjen Romaleidae. Inga underarter finns listade i Catalogue of Life.